# Christophe Vekeman

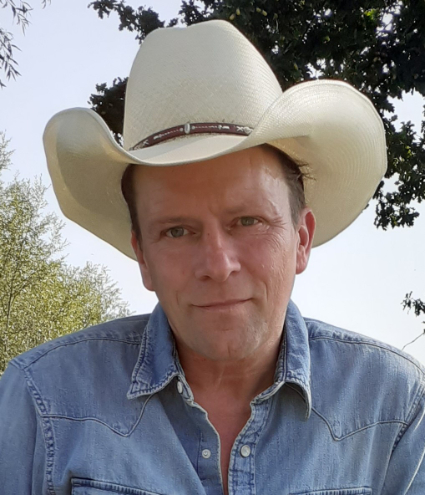
Christophe Vekeman

Christophe Vekeman (Temse, 30 december 1972) is een Belgische schrijver, dichter en performer.  Tot nog toe publiceerde hij verscheidene romans, een verhalenbundel, een essaybundel, een novelle, een biografie, een literaire musical en twee gedichtenbundels. Zijn werk verschijnt bij uitgeverij Arbeiderspers.

## Biografie
Vekeman studeerde psychologie aan de Universiteit Gent. Hij debuteerde in 1999 met Alle mussen zullen sterven, en in 2001 verscheen Vekemans eerste column in de Vlaamse krant De Morgen. De krant brengt sindsdien regelmatig zijn bijdragen, en het merendeel van de stukken opgenomen in zijn werk Leven is werk verscheen eerder in De Morgen.
Samen met Herman Brusselmans verzorgde hij in de jaren 2011 tot 2013 een autorubriek in het weekendmagazine van De Morgen. Sinds september 2013 bespreekt Vekeman wekelijks een boek in het programma Pompidou op de Vlaamse radiozender Klara.
Vekeman was reeds te gast op verschillende literaire podia en nam deel aan onder veel meer Saint-Amour, De Nachten, Geletterde Mensen, Nur Literatur en Lowlands. In Nederland maakte hij jarenlang deel uit van het collectief en literair agentschap NightWriters, samen met onder andere de schrijvers Kluun, Tommy Wieringa, Joost Zwagerman en Herman Koch.
Sinds 2020 verschijnen er ook stukken van Vekeman – onder andere een wekelijkse column, 'De wereld volgens Vekeman' – in de Vlaamse krant De Standaard. Om de 21ste verjaardag van zijn schrijfcarrière te vieren, werd Vekeman in 2020 gehuldigd in een programma van Behoud de Begeerte.
Christophe Vekeman woont in Gent.

## Literaire stijl
Vekemans schrijfstijl kenmerkt zich door humor, een pessimistisch levensgevoel en weelderige zinnen. Tot zijn leermeesters behoren onder andere Marcellus Emants, Willem Frederik Hermans, Richard Yates, Joris-Karl Huysmans, Jeroen Brouwers en Gerard Reve.

## Werken

### Literaire werken
- Alle mussen zullen sterven, 1999 (roman)
- Iedereen kan het, 2001 (roman)
- Wees maar niet bang, 2002 (verhalenbundel)
- Een borrel met Barry, 2005 (roman)
- Lege jurken, 2008 (roman)
- Leven is werk, 2009 (essays, reportages en interviews)
- Señorita's, 2009 (gedichten en andere podiumteksten)
- 49 manieren om de dag door te komen, 2010 (roman)
- Een uitzonderlijke vrouw, 2012 (roman)
- Mijn Amerika, 2012 (bijdrage in essaybundel)
- Marie, 2013 (roman)
- Familiaal bezoek, een kort verhaal
- Hotel Rozenstok, 2015 (roman)
- Dit is geen slaapkamer meer nu, 2016 (gedichten)
- Johnny Paycheck, 2016 (biografie)
- Gezellig is anders, 2016 (novelle)
- Mensen als ik, 2018 (roman)
- Cruise, 2019 (roman)
- Carwash, 2021 (musical)
- Tot God, 2024 (non-fictie)

### Andere werken
In 2016 maakte Vekeman samen met Lies Steppe voor de Vlaamse radiozender Klara een negendelige reeks over countrymuziek getiteld Hillbilly Fever.
In het najaar van 2020 schreef Vekeman het gedicht Waar de lamp brandt, in het kader van een initiatief van de Stad Gent getiteld Gent  overwintert. De strofes van het gedicht werden geschreven in krijtstift op ramen van woningen in de Gentse Machariuswijk, waar hij zelf woont. 

## Prijzen
Vekeman won in 2016 de Prozaprijs van de Provincie Oost-Vlaanderen voor zijn roman Hotel Rozenstok. In hetzelfde jaar stond hij met hetzelfde werk ook op de longlist van de ECI literatuurprijs. 
In 2020 won hij met zijn roman Cruise de Sabam For Culture Literatuurprijs.